# Танагры-инка
Танагры-инка (лат. Heterospingus) — род птиц среднего размера из семейства танагровых (Thraupidae) включающий два вида, обитающих в Южной Америке.
- Heterospingus rubrifrons Lawrence, 1865
- Heterospingus xanthopygius Sclater, 1855 — Танагра-инка